# Wilhelm Griesinger
Wilhelm Griesinger (Stuttgart, 29 de julio de 1817 – Berlín, 26 de octubre de 1868) fue un neurólogo y psiquiatra alemán. 

## Vida y trayectoria profesional
Estudió con Johann Lukas Schönlein en la Universidad de Zúrich, y con el fisiólogo François Magendie en París. Tras doctorarse, ejerció la medicina en diferentes localidades como Winnethal (Wurtemberg), Stuttgart, Tubinga, y la Universidad de Kiel. 
A principios de los años 1850 viajó a Egipto para trabajar como director de la escuela médica de El Cairo, y sirvió como médico personal de Abbás I. Durante su estancia allí, obtuvo experiencia con el tratamiento de las enfermedades tropicales, publicando al respecto las obras Klinische und anatomische Beobachtungen über die Krankheiten von Aegypten (1854) y Infectionskrankheiten (1857).
En 1854 volvió a la Universidad de Tubinga como profesor de medicina clínica, relevando en el cargo a su amigo Carl Wunderlich (1815-1877) como director de la clínica médica de Tubinga. En 1859, Griesinger se convirtió en el encargado de una institución para niños con discapacidad mental en la pequeña localidad de Mariaberg. A comienzos de 1860 participó en la planificación del hospital mental Burghölzli, en Zúrich. 
En 1865 se trasladó a Berlín, donde sucedió a Moritz Heinrich Romberg (1795-1873) como director de la policlínica universitaria. Allí puso en marcha dos influyentes publicaciones psiquiátricas: Medicinisch-psychologische Gesellschaft y Archiv für Psychiatrie und Nervenkrankheiten. En 1868 fue elegido como miembro extranjero de la Real Academia de las Ciencias de Suecia. Falleció en Berlín en 1868.
A Griesinger se le recuerda como un pionero en la instauración de reformas en el tratamiento de la enfermedad mental, así como por introducir cambios en el por aquel entonces existente "sistema de asilo". Creía en la integración de los enfermos mentales en la sociedad, y propuso que podría combinarse un sistema de hospitalizaciones por un corto periodo de tiempo con otros tipos de sistemas de apoyo naturales. También realizó aportes valiosos en el ámbito de la caracterización de la naturaleza del comportamiento psicopático. Hoy existe en Berlín un hospital que lleva su nombre.

## Epónimos asociados
- Signo de Griesinger:: Eritema y edema en la apófisis mastoides debidas a una trombosis séptica de la vena emisaria y tromboflebitis de los senos sigmoideos.[1]

## Obras publicadas
- Herr Ringseis und die naturhistorische Schule. (Johann Nepomuk von Ringseis y la escuela de historia natural) Archiv für physiologische Heilkunde 1 (1842)
- Theorien und Thatsachen. (Teorías y hechos) Archiv für physiologische Heilkunde 1 (1842).
- Über den Schmerz und über die Hyperämie. (Sobre el dolor y la congestión) Archiv für Physiologische Heilkunde 1 (1842)
- Über psychische Reflexaktionen. Mit einem Blick auf das Wesen der psychischen Krankheiten. (Sobre las acciones mentales reflejas. Con una mirada a la naturaleza de las enfermedades mentales) Archiv für physiologische Heilkunde 2, s. 76 (1843)
- Neue Beiträge zur Physiologie und Pathologie des Gehirns. (Nuevas contribuciones a la fisiología y patología del cerebro) Archiv für physiologische Heilkunde (1844)
- Pathologie und Therapie der psychischen Krankheiten. (Patología y tratamiento de las enfermedades mentales) Stuttgart: Krabbe, 1845. Segunda edición: Braunschweig 1861
- Ueber Schwefeläther-Inhalationen. (Sobre la inhalación del éter de azufre) Archiv für physiologische Heilkunde 6, ss. 348–350 (1847)
- Bemerkungen über das Irrenwesen in Württemberg. (Observaciones sobre el cuidado psiquiátrico en Württemberg) Württemberg Medic. Correspondenzblatt. (1848/49)
- Klinische und anatomische Beobachtungen über die Krankheiten von Aegypten. (Observaciones clínicas y anatómicas sobre las enfermedades de Egipto). Archiv für physiologische Heilkunde 13, ss. 528–575 (1854)
- Infectionskrankheiten. (Enfermedades infecciosas); in Virchow's Handbuch der speciellen Pathologie und Therapie. Erlangen 1857.
- Zur Kenntnis der heutigen Psychiatrie in Deutschland. Eine Streitschrift gegen die Broschüre des Samitätsrats Dr. Laehr in Zehlendorf: "Fortschritt? – Rückschritt!". (A la atención de la psiquiatría de hoy en día en Alemania. Una polémica contra el panfleto de Heinrich Laehr de Zehlendorf: "¿Progreso? - ¡Atraso!") Leipzig: Wigand, 1868.
- Über Irrenanstalten und deren Weiter-Entwicklung in Deutschland. (Sobre los asilos y sus desarrollos posteriores en Alemania) Archiv für Psychiatrie und Nervenkrankheiten 1 (1868)
- Gesammelte Abhandlungen. (Colección de ensayos) Dos volúmenes. Berlín: Hirschwald, 1872.